# Samantha Murchison
Samantha Murchison (* 25. August 1981) ist eine gibraltarische Badmintonspielerin.

## Karriere
Samantha Murchison gewann von 2004 bis 2009 elf nationale Titel in Gibraltar. International nahm sie an mehreren Island Games teil.

## Sportliche Erfolge
| Saison | Veranstaltung                    | Disziplin   | Platz | Name                                  |
| ------ | -------------------------------- | ----------- | ----- | ------------------------------------- |
| 2004   | Gibraltar: Einzelmeisterschaften | Damendoppel | 1     | Alison Avellano / Samantha Murchison  |
| 2005   | Gibraltar: Einzelmeisterschaften | Mixed       | 1     | Ivan de Haro / Samantha Murchison     |
| 2005   | Gibraltar: Einzelmeisterschaften | Damendoppel | 1     | Samantha Murchison / Marie Sanchez    |
| 2006   | Gibraltar: Einzelmeisterschaften | Damendoppel | 1     | Samantha Murchison / Jo Stevenson     |
| 2007   | Gibraltar: Einzelmeisterschaften | Mixed       | 1     | Ivan de Haro / Samantha Murchison     |
| 2007   | Gibraltar: Einzelmeisterschaften | Damendoppel | 1     | Samantha Murchison / Lyndsey Goulston |
| 2008   | Gibraltar: Einzelmeisterschaften | Mixed       | 1     | Ivan de Haro / Samantha Murchison     |
| 2008   | Gibraltar: Einzelmeisterschaften | Dameneinzel | 1     | Samantha Murchison                    |
| 2008   | Gibraltar: Einzelmeisterschaften | Damendoppel | 1     | Samantha Murchison / Jennifer Kwan    |
| 2009   | Gibraltar: Einzelmeisterschaften | Dameneinzel | 1     | Samantha Murchison                    |
| 2009   | Gibraltar: Einzelmeisterschaften | Damendoppel | 1     | Samantha Murchison / Jennifer Kwan    |